# خوراک (ترانه)
«خوراک» (به فرانسوی: Gourmandises) تک‌آهنگی از هنرمند اهل فرانسه آلیزه ژاکوته است که در سال ۲۰۰۱ میلادی منتشر شد.